# Women of the Night
Women of the night est une série télévisée néerlandaise en dix épisodes de 50 minutes diffusée du 10 novembre 2019 au 12 janvier 2020 sur NPO 3. Dans le reste du monde, elle est disponible depuis le 18 mars 2020 sur Netflix.

## Synopsis
Xandra Keizer est sollicitée par son amie Pamela pour aider à organiser un événement pour son agence d'escorte. Après une soirée réussie, elle s'implique de plus en plus. Il y a quelques années, elle a échappé avec beaucoup de difficulté au monde de la drogue noire de sa mère Sylvia. Bientôt, elle la retrouve face à elle. Cela met une grande pression sur la relation avec son mari et sa fille.

## Distribution
- Karina Smulders (VF : Stéphanie Lafforgue) : Xandra Keizer
- Matteo van der Grijn (VF : Emmanuel Gradi) : Michiel Pressman
- Susan Radder (VF : Lutèce  Ragueneau) : Lulu Keizer
- Hilde Van Mieghem (VF : Véronique Augereau) : Sylvia Keizer
- Daphne Wellens (VF : Ana Piévic) : Marieke (Christine)
- Isis Cabolet : Anne
- Dragan Bakema (VF : Martial Le Minoux) : Ralph Konijn
- Saman Amini (VF : Olivier Bénard) : Yassin El Hamdaoui
- Joy Wielkens (VF : Amélia Ewu) : Nadine
- Roeland Fernhout : Cees de Wolf
- Nienke van Hofslot : Daisy (Angelina)
- Mike Libanon : Ronnie van Bekkum
- Aboubakr Bensaihi (VF : John Kokou) : Rachid
- Nabil Mallat : Nabil
- Jaap Spijkers : Gerrit Blaauw
- Janni Goslinga : Beatrix
- Lykele Muus : Charles

- Version française

- Société de doublage : Lylo
- Direction artistique : Thierry Ragueneau
- Adaptation des dialogues : Diane Chance, Jules Drouaud, Carole Guichard, Amélie Marriq, Alice Vial